# Sägehornbienen
Die Sägehornbienen (Melitta) sind eine Gattung von Bienen aus der Familie der Melittidae mit 47 bekannten Arten.

## Verbreitung
Die Gattung ist in der Paläarktis, Nearktis sowie in Süd- und Ostafrika verbreitet. Am meisten Arten findet man in der Paläarktis. Es gibt fünf Zentren der Artenvielfalt: Mittelmeerraum (mit Spanien, Türkei und Maghreb), Himalaya, China (vor allem südliche und nördliche Gebiete), Nordamerika (Kalifornien und Ostküste) und südliches Afrika.

## Merkmale
Sägehornbienen sind ca. 10 bis 14 mm groß, dunkel gefärbt, mit hellen Haarbinden an den Hinterleibstergiten, die schmal oder auch breit sein können. In beiden Geschlechtern können sie mit Andrena Arten verwechselt werden, es fehlt ihnen jedoch die für Andrena typische Haarlocke (Flocculus) an der Basis des Hinterbeines (Trochanter).
Die Fühlerglieder der Männchen haben charakteristische, manchmal nur schwer erkennbare Verdickungen. Diese „Sägestruktur“ ist der Grund für den deutschen Namen.

## Lebensweise
Die Biologie ist vor allem von den europäischen Arten bekannt. Bei den Sägehornbienen schlüpfen die Männchen ca. drei Wochen vor den Weibchen (proteransdrisch) im Juni und schwärmen auf festen Flugbahnen zwischen den Trachtpflanzen auf der Suche nach Weibchen. Die Männchen bilden oft Schlafgemeinschaften an Stängeln oder in Blüten.
Die Weibchen leben solitär, sie graben Nester in den Boden, der oft dicht bewachsen sein kann. Die meisten Arten sind oligolektisch, d. h. sie sammeln nur Pollen bestimmter Pflanzen.

## Systematik
Die Gattung wird in zwei Untergattungen eingeteilt. Die Untergattung Melitta (s. str.) enthält 7 Arten, ist auf die Paläarktis beschränkt und enthält die in Europa vorkommenden Arten M. tricincta, M. leporina und M. nigricans. Die Untergattung Cilissa enthält die anderen 40 Arten und ist in der Paläarktis, Nearktis und Afrotropis verbreitet. In diese Untergattung gehören die andren mitteleuropäischen Arten (siehe unten).

## Mitteleuropäische Arten
Nach , jeweils Vorkommen in Deutschland (D), Österreich (A), Schweiz (CH), deutsche Namen nach.
- Esparsetten-Sägehornbiene Melitta dimidiata (A, D, CH)
- Glockenblumen-Sägehornbiene Melitta haemorrhoidalis (A, D, CH)
- Luzerne-Sägehornbiene Melitta leporina (A, D, CH)
- Melitta melanura (D[5])
- Blutweiderich Sägehornbiene Melitta nigricans (A, D, CH)
- Zahntrost-Sägehornbiene Melitta tricincta (A, D, CH)